# Bryan Woods
Bryan Woods (Davenport, Iowa, 14 de setembro de 1984) é um roteirista e cineasta americano. Como reconhecimento, foi nomeado ao Critics' Choice Movie Awards de 2019 na categoria de Melhor Roteiro Adaptado por A Quiet Place (2018).